# Wilfrid Ennenbach
Wilfrid Ennenbach (geb. 22. April 1936) ist ein deutscher Pädagoge, Psychologe und emeritierter Hochschullehrer. Er war Lehrstuhlinhaber für Psychologie an der Pädagogischen Hochschule Essen sowie für Pädagogische Psychologie an der Universität der Bundeswehr München.

## Leben und Werk
Wilfrid Ennenbach studierte nach dem Abitur Pädagogik und Psychologie an der Pädagogischen Hochschule in Köln. Nachdem er von 1961 bis 1962 als Volksschullehrer gearbeitet hatte, wurde er 1965 Wissenschaftlicher Assistent bei Wilhelm Salber. 1967 folgte ein Diplom in Psychologie und 1968 die Promotion zum Dr. phil. an der Universität zu Köln zu dem Thema Untersuchungen über ein morphologisches Unterrichtsprinzip. 1970 wurde er auf den Lehrstuhl für Psychologie an die Pädagogische Hochschule Essen berufen. 1973 wechselte er an die Universität der Bundeswehr München, wo er bis zu seiner Emeritierung 2003 den Lehrstuhl für Pädagogische Psychologie betreute.
Ennenbach forschte vor allem im Bereich des Lernens. Dabei knüpfte er an das Konzept des Gestaltkreises Viktor von Weizsäckers und an die Psychologische Morphologie Wilhelm Salbers an. Er untersuchte psychologische Aspekte der Bewegung und des Sports, das Lernen im Alltag sowie das Lernen von Institutionen.
Seit seiner Emeritierung ist er im Bereich des Managertrainings tätig.
Wilfrid Ennenbach ist verheiratet und hat drei Kinder.

## Publikationen (Auswahl)
- Wie Organisationen lernen – und was – und wozu. 1. Auflage. Rainer Hampp-Verlag, München 1977. ISBN 978-3-87988-248-9.
- Bild und Mitbewegung. 3. Auflage. bps-Verlag, Köln 1994. ISBN 978-3-922386-48-3.
- Schulreform und Reformbarrieren: Untersuchung eines Projekts zum Epochenunterricht. 1. Auflage. Oldenbourg, München; Wien, 1980. ISBN 978-3-486-49461-7.
- Prototypen des Lernens und Unterrichtens: Psychologische Untersuchungen zum Problem der Didaktik. 1. Auflage. E. Reinhardt, München; Basel 1970. ISBN 978-3-497-00638-0.
- Untersuchungen über ein morphologisches Unterrichtsprinzip. 1. Auflage. Köln 1969 (Zugleich: Köln, Univ., Diss. 1969.)